# Blues Brothers

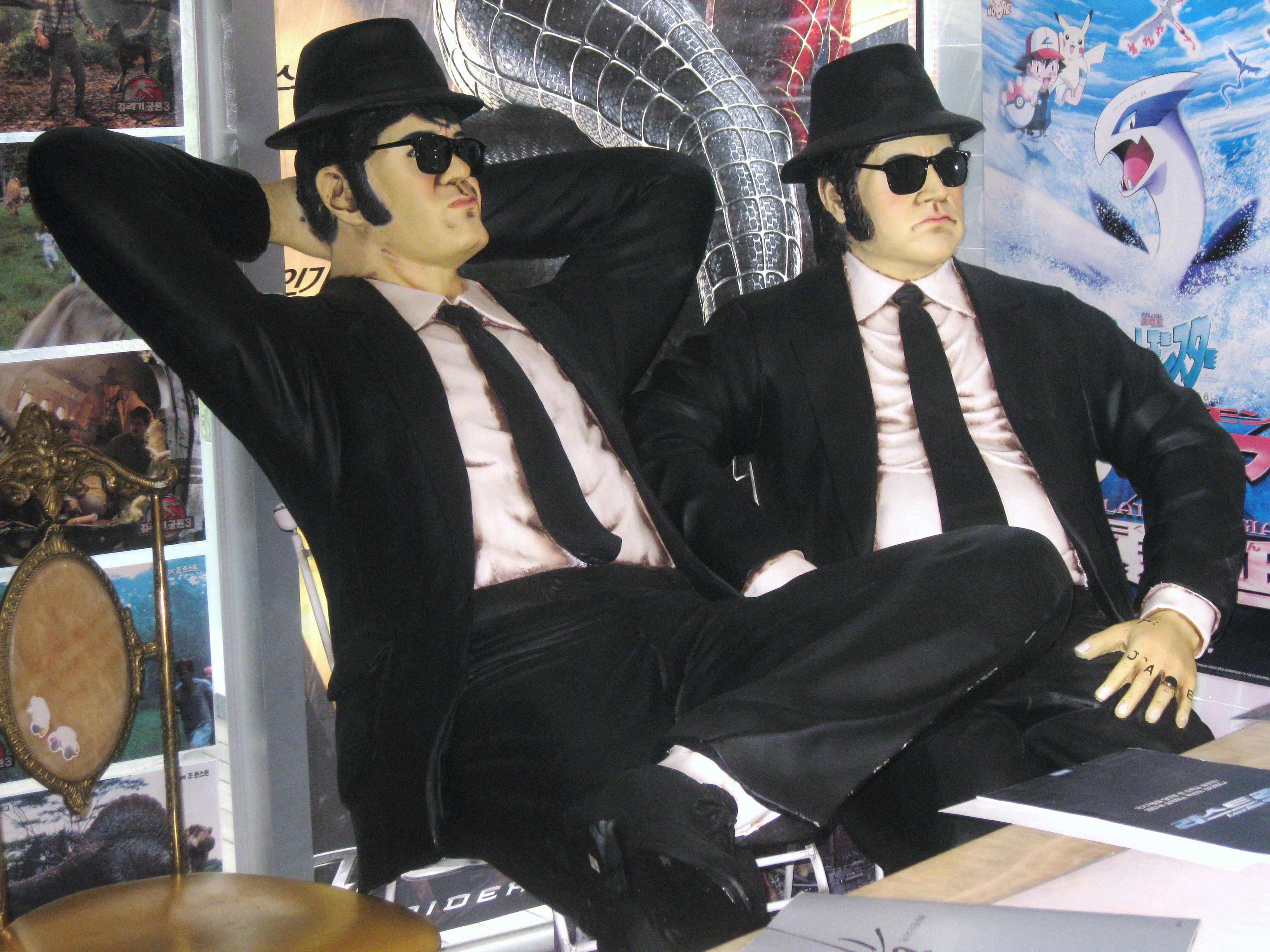
The Blues Brothers

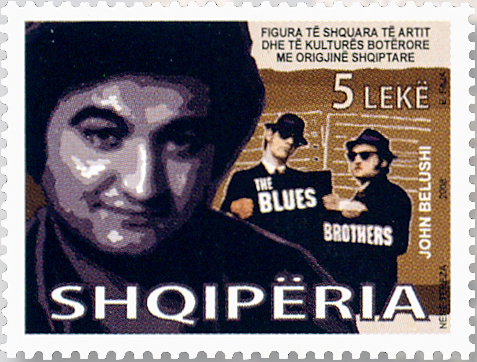
Albanische Briefmarke von 2008

Blues Brothers (Originaltitel: The Blues Brothers) ist eine US-amerikanische (Musical-)Filmkomödie von John Landis aus dem Jahr 1980. Neben John Belushi und Dan Aykroyd sowie den weiteren Mitgliedern der Band The Blues Brothers sind viele berühmte Persönlichkeiten in Gastauftritten zu sehen, unter anderen Aretha Franklin, James Brown, Cab Calloway, Ray Charles, John Lee Hooker, Chaka Khan, Carrie Fisher, Frank Oz, Twiggy, Steven Spielberg, Joe Walsh, John Candy und Charles Napier.
Der Film entstand in Chicago und Umgebung. Die Blues Brothers gingen noch im selben Jahr auf Tournee, um für den Film zu werben. Kurz darauf brachten sie ihr zweites Album mit dem Soundtrack zum Film heraus. Darauf sind unter anderem der Top-40-Hit und Steve-Winwood-Klassiker Gimme Some Lovin sowie Everybody Needs Somebody to Love zu hören. Die Filmpremieren fanden am 16. Juni in Chicago und am 18. Juni 1980 in New York statt.
1998 folgte die weniger erfolgreiche Fortsetzung Blues Brothers 2000.

## Handlung
Jake Blues wird nach mehrjähriger Haft aus dem Staatsgefängnis von Joliet entlassen und von seinem Bruder Elwood in einem ausgemusterten 1974er Dodge Monaco der Mount Prospect Police, dem sogenannten Bluesmobil, abgeholt. Wie von Jake versprochen, besuchen sie das katholische Waisenhaus, in dem sie aufgewachsen sind. Die Mutter Oberin (von den Brüdern „der Pinguin“ genannt) teilt ihnen mit, dass das Haus wegen 5000 Dollar Steuerschulden von der Kirche aufgegeben wird. Das Angebot der Blues Brothers, das Geld auf kriminelle Weise zu beschaffen, lehnt sie ab und wirft sie hinaus. Von ihrem Ziehvater Curtis erfahren sie, dass auch er auf die Straße gesetzt werden wird, wenn die Steuerschuld nicht bald beglichen wird.
Auf einen Hinweis von Curtis besuchen sie einen mitreißenden musikalischen Gottesdienst des Predigers Right Reverend Cleophus James. Dabei bekommt Jake eine göttliche Erleuchtung, wie das Geld ehrlich zu beschaffen ist: indem sie ihre alte Band wieder zusammenbringen und ein erfolgreiches Konzert geben. Obwohl Elwood wenig Hoffnung hat, da die ehemaligen Bandmitglieder mittlerweile alle gut bezahlte Berufe haben, machen sie sich „im Auftrag des Herrn“ an die Arbeit. Durch eigenwilliges Auftreten können sie alle Mitmusiker zurückgewinnen und sich Equipment zusammenstellen. Bis dahin machen sie allerdings die Polizei auf sich aufmerksam (u. a. zerstören sie auf der Flucht ein ganzes Einkaufszentrum). Unkonventionell lösen sie eine Demonstration der Partei der amerikanischen Nationalsozialisten (American White People Party) auf und werden auch von diesen verfolgt. Zudem ist eine zunächst rätselhafte Dame hinter ihnen her, die mit schweren Kriegswaffen ganze Hotels in Schutt legt, ohne dabei jemanden zu verletzen. Sie entpuppt sich später als Jakes Verlobte, die von ihm auf der Hochzeit stehen gelassen wurde.
Ihren ersten Gig spielt die wiedervereinte Band in Bob’s Country Bunker, indem sie sich für die eigentlich dort angekündigte Country-Band „The Good Ole Boys“ ausgibt; bei der Abreise prellen sie den Besitzer um die Getränkerechnung. Durch Bitten und geschickte Nötigung kann schließlich ihr Ex-Manager Maury Sline dazu bewegt werden, ein großes Konzert der wiedererstandenen Blues Brothers Band zu organisieren, das die benötigten 5000 Dollar einspielen soll. Eine eigenwillige Werbeaktion füllt den Saal tatsächlich.
Durch eine Panne bei der Werbefahrt aufgehalten, verpassen die zwei Brüder fast ihren großen Auftritt, während die Band im Saal auf sie wartet. Curtis springt mit der Nummer Minnie the Moocher ein, dann betreten die Brüder mit erheblicher Verspätung das polizeilich abgeriegelte Gebäude, bringen aber die Menge rasch zum Toben. Weil außer der Polizei auch ihr Bewährungshelfer Mercer, die geprellten „Good Ole Boys“ und der Country-Kneipenbesitzer mit seinen Freunden im Publikum aufgetaucht sind, machen sich die Blues Brothers während ihres zweiten Songs mit dem Geld, das ihnen ein begeisterter Plattenproduzent hinter der Bühne als Vorschuss gibt, durch einen unterirdischen Kanal aus dem Staub. Dort lauert ihnen die Verflossene mit einem Sturmgewehr auf und eröffnet das Feuer, wiederum ohne jemanden zu treffen. Jake betört sie mit seiner unwiderstehlichen Ausstrahlung – die einzige Szene in der Kinofassung, in der er seine Sonnenbrille abnimmt, sodass seine Augen zu sehen sind –, und die Brüder entkommen.
Auf einer wilden Verfolgungsjagd nach Chicago, wo sie die Steuerschuld einzahlen müssen, verwickeln sie die Mehrzahl der Polizeifahrzeuge in Massenkarambolagen und aktivieren so neben Feuerwehr und Polizei auch Armee und Nationalgarde. Die Nationalsozialisten werden während der Verfolgung (zu den Klängen von Wagners Walkürenritt) abgehängt resp. buchstäblich im (Straßen-)Boden versenkt. Durch mehrere Tricks und Gewaltmaßnahmen schaffen es die Brüder gerade noch, die Steuerschuld bar zu bezahlen, bevor sie, von einer riesigen Übermacht umstellt, festgenommen werden.
Die Schlusssequenz zeigt die gesamte Band im Gefängnis bei einer Darbietung des Jailhouse Rock vor den Mitgefangenen.

## Hintergrund
Bereits lange vor den Arbeiten zum Drehbuch verfasste John Belushis Frau Judy Jacklin ein Taschenbuch mit dem Titel Blues Brothers Private. Darin wird die Vorgeschichte der beiden Brüder sowie die Entstehung der Band im Detail erklärt. Das Buch endet mit der Verhaftung von Jake Blues. Eine Kurzfassung der Vorgeschichte zum Film findet man im Booklet des Albums Briefcase Full of Blues, das bereits 1978 erschien. Der Plattenvertrag, den die Blues Brothers unterschrieben hatten, sah allerdings auch einen Film vor. Deshalb machte sich Aykroyd daran, ein Drehbuch zu schreiben, das statt der üblichen 100 bis 150 am Ende 324 Seiten umfasste. Um dies zu unterstreichen, band er es in einen Telefonbuchumschlag des Branchenbuchs von San Fernando Valley ein.
Im Film wird oft der Name von Richard J. Daley, des früheren Bürgermeisters von Chicago, genannt. Dies ist darauf zurückzuführen, dass er in der Stadt ein Verbot für Dreharbeiten erlassen hatte. Die nötigen Genehmigungen wurden dann in der Amtszeit von Jane Byrne allesamt erteilt.
Die Universal Studios ließen 13 identische ehemalige Polizeifahrzeuge der California Highway Patrol (1974er Dodge Monaco) sowie ein ungefähr zwei Meter langes Modell für Trickaufnahmen als Bluesmobil anfertigen. Sieben davon wurden während der Dreharbeiten zerstört. Für die Verfolgungsjagd im Einkaufszentrum wurde die seit 1978 verlassene Dixie Square Mall in Harvey/Illinois komplett renoviert und mit Waren ausgestattet. Jedoch mussten die Autos auf dem Parkplatz des Einkaufszentrums unversehrt bleiben, da sie von Autohändlern der Umgebung ausgeliehen waren. Bei der Verfolgungsjagd im Einkaufszentrum hat Regisseur John Landis einen Cameo-Auftritt. Er spielt einen der beiden Polizisten im zweiten Streifenwagen, der am Schluss der Szene auf dem Autodach landet. Die Gebäude der Maxwell Street, in deren lebhafter Szenerie John Lee Hooker zu sehen ist, wurden inzwischen weitgehend abgerissen, um mehr Raum für den Ausbau der University of Chicago zu schaffen.
Für die Dreharbeiten der Szene, in der das Auto der Nazis (Ford Pinto) vom Himmel fällt, musste eine Sondergenehmigung der Bundesluftfahrtbehörde eingeholt werden. Außerdem hat die Filmcrew mit mehreren Versuchen belegen müssen, dass sie genau kalkulieren konnte, wo der Wagen einschlug, nachdem er von einem Hubschrauber in die entsprechende Höhe gehoben worden war. Da die Filmaufnahmen im Soft-Matting-Verfahren stattfanden, sind die Hubschrauber bei ungünstiger Einstellung des Bildausschnitts auf der Filmkopie und damit auch auf der Kinoleinwand zu sehen; ebenso die Seile, an denen die Fahrzeuge hängen. Die Figuren der Nationalsozialisten und ihre Persiflierung sind eine Anspielung auf ein damaliges Ereignis: 1977 klagte die Nationalsozialistische Partei Amerikas (NSPA, ein regionaler Ableger der American Nazi Party) ein, in Skokie, Illinois, demonstrieren zu dürfen, was ihr vom Supreme Court auch gestattet wurde. Diese Demonstration wird im Film persifliert.

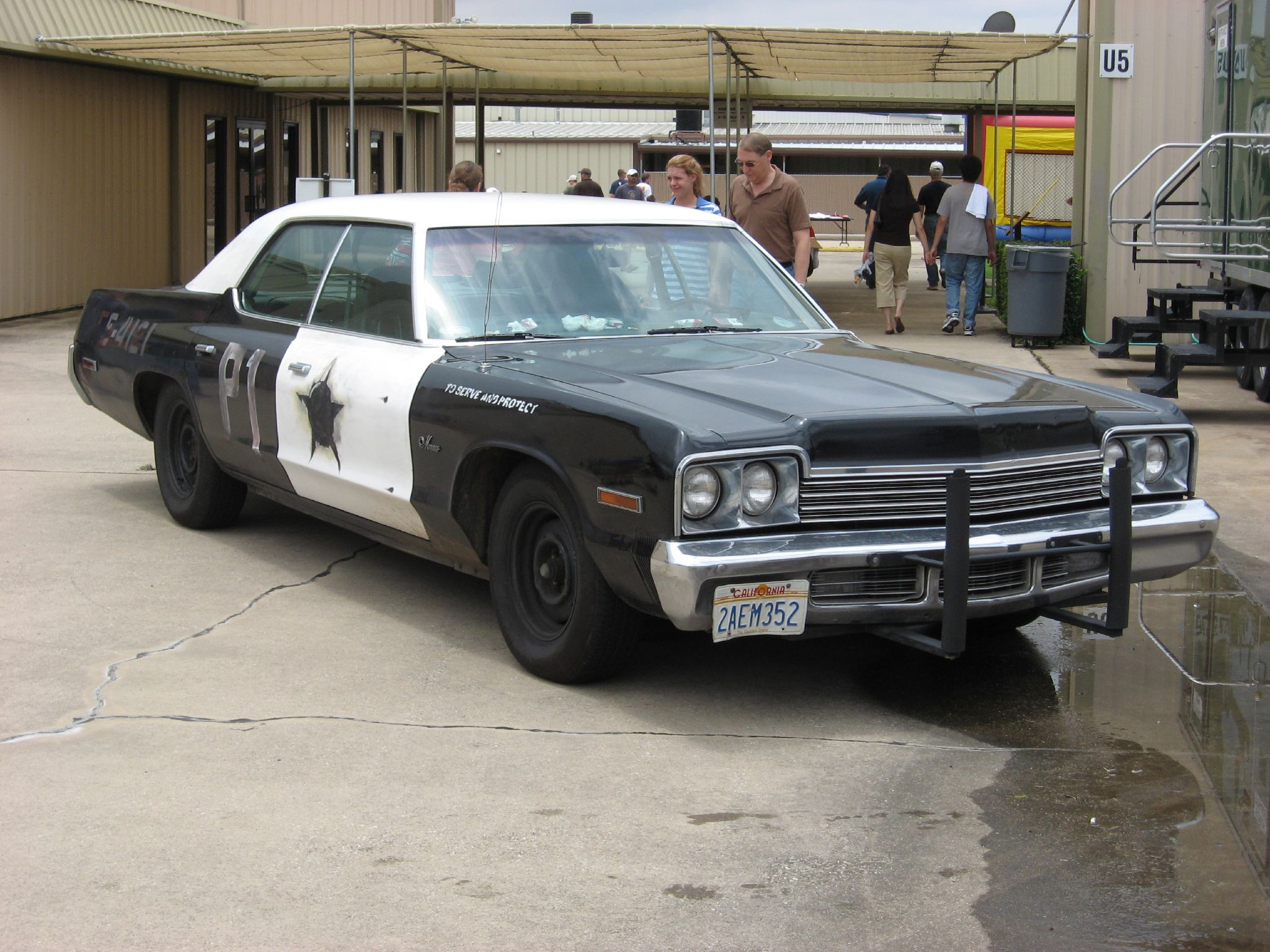
Eine Replik des „Bluesmobils“ aus dem Film

Bevor die Szene gedreht wurde, in der John Belushi die Sonnenbrille abnimmt, durfte er auf Anweisung des Produzenten sechs Tage lang weder rauchen noch Alkohol oder andere Drogen einnehmen, damit ihm keine Suchtanzeichen anzusehen waren. Belushi soll dies trotz seiner Sucht eingehalten haben.
Während nahezu alle Musikaufnahmen im Film als Playback eingespielt wurden, gelang dies bei James Brown und John Lee Hooker nicht. Es stellte sich rasch heraus, dass Brown ein Lied nicht zweimal auf die gleiche Art singen konnte, und Hooker bestand auf einer Live-Aufnahme. So musste Browns Gesang live zum Bild aufgenommen werden; die Musik und die Chorstimmen kamen vom Band. Die einzige Nummer, die komplett live eingespielt wurde, war die mit John Lee Hooker (Boom Boom).
Die DVD-Version enthält 12 Minuten englischsprachiges Bonusmaterial; dieser Teil war aus der Kinofassung herausgeschnitten worden. Tatsächlich soll es sogar eine gute Dreiviertelstunde an zusätzlichem Material gegeben haben; dies sei Mitte der 1980er Jahre routinemäßig vom Studio großteils vernichtet worden, darunter auch die komplette Einspielung des Stücks Sink the Bismarck in „Bob’s Country Bunker“.

## Soundtrack
Der Soundtrack The Blues Brothers - Original Soundtrack Recording (auch Music from the Soundtrack) erschien 1980 bei Atlantic Records und wurde von den Mitgliedern der im Film mitwirkenden The-Blues-Brothers-Band eingespielt.
1. She Caught the Katy (Taj Mahal, Yank Rachell), Gesang: John Belushi
2. Peter Gunn Theme (Henry Mancini)
3. Gimme Some Lovin’ (Steve Winwood, Muff Winwood, Spencer Davis), Gesang: John Belushi
4. Shake Your Tail Feather (Otha Hayes, Andre Williams, Verlie Rice), Gesang: Ray Charles, John Belushi und Dan Aykroyd
5. Everybody Needs Somebody to Love (Jerry Wexler, Bert Berns, Solomon Burke), Gesang: John Belushi und Dan Aykroyd
6. The Old Landmark (Adeline M. Brunner), Gesang: James Brown
7. Think  (Teddy White, Aretha Franklin), Gesang: Aretha Franklin
8. Theme from Rawhide (Dimitri Tiomkin, Ned Washington), Gesang: John Belushi und Dan Aykroyd
9. Minnie the Moocher (Cab Calloway, Irving Mills), Gesang: Cab Calloway
10. Sweet Home Chicago (Robert Johnson), Gesang: John Belushi und Dan Aykroyd
11. Jailhouse Rock (Jerry Leiber, Mike Stoller), Gesang: John Belushi

Der im Film von ihm selbst gespielte Titel Boom, Boom von John Lee Hooker ist auf dem Soundtrack nicht enthalten.

## DVD- und Blu-ray-Fassungen
In der DVD-Langfassung des Films sind einige zusätzliche Szenen zu sehen. Zum Beispiel erfährt man hier, warum das Bluesmobile magische Kräfte besitzt (es parkt nachts in einem Transformatorraum – diese Erklärung fehlt in der Kinofassung). Zudem sieht man Elwood bei seiner Arbeit in einer Fabrik, die Industriekleber in Sprühdosen herstellt.
Außerdem sieht man in einigen Szenen Dan Aykroyd ohne Sonnenbrille. In der Kinofassung haben beide Blues Brothers die Sonnenbrillen immer auf. Einzige Ausnahme ist die Szene, in der John Belushi Carrie Fisher becirct. Die zusätzlichen Szenen sind nicht synchronisiert, bei ihnen schaltet die deutsche Sprachfassung automatisch in die englische mit deutschen Untertiteln um.
Am 8. September 2016 erschien eine erstmals komplett deutsch synchronisierte Langfassung auf Blu-ray. Diese Limited Extended Collector’s Edition besteht aus drei Blu-rays, einer Bonus-DVD, einem umfangreichen Fanpaket und ist auf 5555 Exemplare limitiert. Blu-ray 1 enthält eine um 15 Minuten längere Version des Original-Kinofilms, versehen mit einer Dolby Atmos Tonspur, Blu-ray 2 umfasst den Original-Kinofilm mit einer 2.0 Mono Tonspur und Blu-ray 3 enthält die Fortsetzung Blues Brothers 2000 von 1998. Die Edition war bereits nach einem Monat so gut wie ausverkauft.
Am 1. Dezember 2016 wurde das Blues Brothers – Extended Version Mediabook veröffentlicht, welches bis auf die dritte Blu-ray und dem umfangreichen Fanpaket mit der Limited Extended Collector’s Edition identisch ist. Diese Version wurde auf 5000 Exemplare limitiert.
Im September 2022 erschien die Extended Version auch ohne Limitierung als DVD, BD und UHD-BD mit jeweils einer einzelnen Disk.

## Synchronisation
Der Film wurde bei der Berliner Synchron nach einem Dialogbuch und unter der Dialogregie von Arne Elsholtz vertont. Später wurden einige geschnittene Szenen nachvertont. Dafür waren die Lunatic Synchron in München und Cinephon Filmproduktions GmbH in Berlin zuständig. Die Dialoge wurden von Martin Schowanek geschrieben, der auch zusammen mit Hilke Flickenschildt und Christian Bartsch Regie führte.
| Rolle                        | Darsteller       | Synchronsprecher                            |
| ---------------------------- | ---------------- | ------------------------------------------- |
| „Joliet“ Jake Blues          | John Belushi     | Rainer Basedow                              |
| Elwood Blues                 | Dan Aykroyd      | Thomas Danneberg                            |
| Curtis                       | Cab Calloway     | Toni Herbert Nachsynchro: Uli Krohm         |
| „Der Pinguin“                | Kathleen Freeman | Christel Merian Nachsynchro: Maria Böhme    |
| Reverend Cleophus James      | James Brown      | Christian Brückner                          |
| Attentäterin (Mystery Woman) | Carrie Fisher    | Marianne Groß                               |
| Burton Mercer                | John Candy       | Ingolf Gorges Nachsynchro: Kai Taschner     |
| Ray                          | Ray Charles      | Heinz Petruo                                |
| Nazi                         | Henry Gibson     | Mogens von Gadow Nachsynchro: Bodo Wolf     |
| Imbissbesitzerin Murphy      | Aretha Franklin  | Evelyn Gressmann                            |
| Gefängniswärter              | Frank Oz         | Joachim Röcker Nachsynchro: Andreas Neumann |
| Tucker McElroy               | Charles Napier   | Joachim Cadenbach                           |

## Kritiken
Der Film erhielt überwiegend positive Kritiken und erreichte bei Rotten Tomatoes auf der Basis von 52 Kritiken eine Bewertung von 87 % und auf Metacritic einen Score von 60 bei 12 Kritiken.

„Ungewöhnliche Mischung aus Musik- und Actionfilm, die durch überdrehte Ausgelassenheit, eine unbändige Zerstörungswut, zündende Musiknummern und urige Hauptdarsteller gekennzeichnet ist. In Europa zum ‚Kultfilm‘ avanciert, blieb der Film in den USA eher ein mäßiger Erfolg.“

In der amtlichen Zeitung des Heiligen Stuhls, L’Osservatore Romano, wurde der Film 2010 als „katholischer Klassiker“ bezeichnet.

## Auszeichnungen
- Für den Schnitt der Toneffekte wurde der Film 1981 mit dem „Golden Reel Award“ der Motion Picture Sound Editors ausgezeichnet.[17] 2020 wurde Blues Brothers in das National Film Registry aufgenommen.